# Maroko na Letních olympijských hrách 2012
Maroko na Letních olympijských hrách v roce 2012 v Londýně reprezentovala výprava 73 sportovců soutěžících ve 12 sportech.

## Medailisté
| Medaile | Jméno             | Sport    | Soutěž      |
| ------- | ----------------- | -------- | ----------- |
| Bronz   | Abdalaati Iguider | Atletika | Muži 1500 m |